# Silicium-germanium
Les alliages silicium-germanium forment une famille de composés de formule GexSi1-x, utilisés en tant que semi-conducteurs dans des transistors.
Ces alliages possèdent également de bonnes caractéristiques thermoélectriques aux hautes températures (au-dessus de 1 000 K) et sont notamment utilisés pour la génération d’électricité dans le domaine spatial,. Ce sont par exemple des alliages de ce type qui sont utilisés pour l'alimentation en électricité (en) des sondes Voyager.